# Campionatul Mondial de Volei Masculin
Campionatul Mondial de volei masculin este o competiție organizată de Federația Internațională de Volei a cărei primă ediție a avut loc în anul 1949 și în Cehoslovacia. Competiția se desfășoară odată la fiecare patru ani, între Jocurile Olimpice de vară, de la introducerea voleiului ca sport olimpic în 1964, și reunește cele mai bune 24 de echipe din lume. Fiecare continent are cel puțin o reprezentantă.
Până în 1974, competițiile masculine și feminine au avut loc în aceeași țară.
Formatul actual al competiției implică o fază de calificare, care are loc într-o perioadă de trei ani, pentru a determina ce echipe se califică pentru faza finală, care este adesea numită Turneul Final al Campionatului Mondial. Națiunile gazdă ale turneului se califică automat, iar turneul în sine se întinde pe o perioadă de aproximativ o lună.
Echipa națională a României a ajuns în două rânduri în finala competiției, la edițiile din 1956 și 1966, de fiecare dată fiind învinsă de Cehoslovacia.

## Palmares
| An   | Loc              | Campioană        | Finalistă    | Locul 3   | Locul 4              |
| ---- | ---------------- | ---------------- | ------------ | --------- | -------------------- |
| 1949 | Praga            | URSS (1)         | Cehoslovacia | Bulgaria  | Polonia              |
| 1952 | Moscova          | URSS (2)         | Cehoslovacia | Bulgaria  | România              |
| 1956 | Paris            | Cehoslovacia (1) | România      | URSS      | Polonia              |
| 1960 | Rio de Janeiro   | URSS (3)         | Cehoslovacia | România   | Polonia              |
| 1962 | Moscova          | URSS (4)         | Cehoslovacia | România   | Bulgaria             |
| 1966 | Praga            | Cehoslovacia (2) | România      | URSS      | RDG                  |
| 1970 | Sofia            | RDG              | Bulgaria     | Japonia   | Cehoslovacia         |
| 1974 | Ciudad de Mexico | Polonia (1)      | URSS         | Japonia   | RDG                  |
| 1978 | Roma             | URSS (5)         | Italia       | Cuba      | Coreea de Sud        |
| 1982 | Buenos Aires     | URSS (6)         | Brazilia     | Argentina | Japonia              |
| 1986 | Paris            | SUA              | URSS         | Bulgaria  | Brazilia             |
| 1990 | Rio de Janeiro   | Italia (1)       | Cuba         | URSS      | Brazilia             |
| 1994 | Grecia           | Italia (2)       | Olanda       | SUA       | Cuba                 |
| 1998 | Japonia          | Italia (3)       | Iugoslavia   | Cuba      | Brazilia             |
| 2002 | Argentina        | Brazilia (1)     | Rusia        | Franța    | Iugoslavia           |
| 2006 | Japonia          | Brazilia (2)     | Polonia      | Bulgaria  | Serbia și Muntenegru |
| 2010 | Italia           | Brazilia (3)     | Cuba         | Serbia    | Italia               |
| 2014 | Polonia          | Polonia (2)      | Brazilia     | Germania  | Franța               |
| 2018 | Italia Bulgaria  | Polonia (3)      | Brazilia     | SUA       | Serbia               |
| 2022 | Polonia Slovenia | Italia (4)       | Polonia      | Brazilia  | Slovenia             |